# Ischnopontonia
Ischnopontonia is een geslacht van kreeftachtigen uit de klasse van de Malacostraca (hogere kreeftachtigen).

## Soort
- Ischnopontonia lophos (Barnard, 1962)